# Central City, Colorado
Central City är en ort i Clear Creek County, och Gilpin County i Colorado. I Gilpin County är Central City administrativ huvudort. Enligt 2020 års folkräkning hade Central City 779 invånare.